# Neri Parenti
Neri Parenti (* 26. April 1950 in Florenz) ist ein italienischer Filmregisseur und Drehbuchautor.

## Leben
Parenti machte einen Abschluss in Politikwissenschaften. Von 1972 an arbeitete er als Regieassistent und war dabei Pasquale Festa Campanile häufig professionell verbunden, wirkte aber auch für Salvatore Samperi, Steno und Giorgio Capitani. 1979 wechselte er auf den Regiestuhl und legte seine Debütarbeit, John Travolto... da un insolito destino vor, der Nur Samstag Nacht parodierte und imitierte. Schon bald wurde Parenti zum Stammregisseur Paolo Villaggios, den er durch die Filmserien um „Fantozzi“ (sieben Filme als „Giandomenico Fracchia“), die „Scuola di ladri“ (zwei Filme) und in der langen „Natale“-Reihe (elf Filme von 2005 bis 2011, mit Christian De Sica) begleitete und führte. Der in Italien (aber kaum außerhalb) äußerst große gemeinsame Erfolg in und mit diesen Filmen ließ jedoch beide, Parenti wie Villaggio, in kaum einer anderen als der stereotypisierten Form glaubhaft werden. Einige dieser ernsthaften Versuche gelten deshalb als unterschätzt.
Parentis Stil zeigt seine Faszination für amerikanische Stummfilm-Komiker und ebenso lautstarke wie destruktive Gags. Einige antiklerikale Späße in seinen Filmen führten zwei Mal beinahe zur Exkommunikation Parentis.

## Filmografie (Auswahl)
- 1979: Teenager-Liebe (John travolto… da un unsolito destino)
- 1981: Der doppelte Held (Fracchia, la belva umana)
- 1982: Ein pikanter Traum (Sogni monstrupsamente proibiti)
- 1985: Zwei Vollidioten schlagen zu (Fracchia contro il conte Dracula)
- 1986: Ich krieg' die Tür immer noch nicht zu (Superfantozzi)
- 1986: Klauen will gelernt sein (Scuola di ladri)
- 1987: Gauner haben's schwer (Scuola di ladri parte seconda)
- 1988: Fantozzi geht in Pension (Fantozzi va in pensione)
- 2006: Natale a New York
- 2007: Natale in Croceria
- 2008: Natale a Rio
- 2009: Natale a Beverly Hills
- 2011: Vacanze di natale a Cortina
- 2013: Colpi di fulmine